# 프람바난
프람바난 사원(자와어: ꦫꦫꦗꦺꦴꦁꦒꦿꦁ 라라 종그랑)은 인도네시아 자와섬 중부의 자와틍아주에 위치한 힌두교 사원 중 최대 규모인 사원이다. 주로 8~9세기에 번영하였다. 유네스코 세계유산으로 지정되어 있다.
보로부두르와 더불어 빼놓을 수 없는 사원 중의 하나인데, 보로부두르 사원보다 50년 후인 9세기경에 지어진 것으로 추측된다. 가운데 시바 사원을 중심으로 여러 개의 사원들이 둘러싸고 있는 형태이다. 시바 사원은 자기를 짝사랑하는 남자와 결혼을 하지 않기 위해 그 남자를 속였다가 분노한 남자의 마법에 의해 탑이 되어버렸다는 전설을 가지고 있다. 이곳에서는 발레 공연을 비롯하여 야외 공연이 펼쳐지기도 한다.

## 구조
프람바난 사원에 있는 사원 중 존그란 사원은 10세기경 지었다. 그리고 시바 당의 회랑은 높이 47미터이며, 인도 서사시 중 하나인 라마야나가 새겨져 있다. 약 30개의 사원이 있으며, 카리산 사원이 유명하다.

## 같이 보기
- 보로부두르